# Aktenmännchenbrunnen
Der Aktenmännchenbrunnen war ein Röhrenbrunnen in Weimar.

## Beschreibung
Der Brunnen aus Beton nach dem Entwurf von Oberbaurat Karl Dittmar in Form eines großen runden Brunnenbeckens und einer vierkantigen verzierten Brunnensäule mit zwei seitlichen Wasserausflüssen mit einer Bronzeskulptur nimmt auf das damalige Finanzministerium Bezug. Die von dem an der Großherzoglichen Kunstschule zu Weimar lehrenden Bildhauer Gottlieb Elster geschaffene Bronzefigur ist mit den Attributen Aktenberg und Geldsack versehen. Die Figur, die dem einstigen Brunnen ihren Namen gab, entstand 1911. Gegossen wurde sie vermutlich von Elsters Freund Friedrich Köhler. Die Statur und die Haltung soll einen kleinen Beamten, einen getreuen und geplagten Staatsdiener des fürstlichen Finanzministeriums, darstellen und zugleich auf sein beschwerliches Los hinweisen, was wohl auch den kargen Einnahmen an Steuern und seinem Verdienst geschuldet ist. Der Brunnen wurde 1912 dort aufgestellt im Zusammenhang mit einem Erweiterungsbau, der den wachsenden Raumbedarf des Finanzministeriums decken sollte.
Das Motiv des Aktenmännchenbrunnens in Weimar fand auch auf Postkarten Verwendung.

## Standorte
Zwischen 1992 und 1997 erfolgte in mehreren Abschnitten eine denkmalgerechte Instandsetzung der Fassaden des Gebäudekomplexes „Markt 15“. Bis 1994 diente das Gelbe Schloss als Sitz der Stadtverwaltung Weimar. Der Hof des Gelben Schlosses war auch der ursprüngliche Aufstellungsort.
Nach der Thüringer Kreisreform am 1. Juli 1994 zog die Stadtverwaltung Weimar vom Gelben Schloss in das Gebäude Schwanseestraße 15/17. Der von 1985 bis 1989 umfangreich sanierte „Aktenmännchenbrunnen“ wurde 1998 aufgrund der geplanten Baumaßnahmen im Innenhof des Gelben Schlosses abgebaut und sollte vor dem neuen Hauptsitz der Stadtverwaltung seinen neuen Standort finden. Zumindest was die Figur des Aktenmännchens betrifft, gelangte diese in das Magazin des Stadtmuseums Weimar. Es ist bislang auch noch nicht wieder installiert worden.